# 11 Nisan Stadyumu
Das 11 Nisan Stadyumu, (deutsch Stadion des 11. April) früher bekannt als Şanlıurfa GAP Stadı, ist ein Fußballstadion mit Leichtathletikanlage in Şanlıurfa, Türkei. Das Spielstätte wurde am 13. Dezember 2009 eröffnet. Es ist das Heimstadion der Fußballvereine Şanlıurfaspor und Şanlıurfa Belediyespor. Die Anlage besitzt eine Kapazität für 28.965 Zuschauer.

## Veranstaltungen
- Am 5. Mai 2010 fand das türkische Pokalendspiel im GAP Stadion statt. Trabzonspor besiegte in diesem Finale das von Christoph Daum trainierte Team Fenerbahçe mit 3:1.

- FIM Freestyle MX World Championship :
Am 15. und 16. Mai 2010 kommt die IFMXF auf ihrer weltweiten Night-of-the-Jumps-Tour nach Şanlıurfa in das GAP Stadion.[3]